# Classe Almirante Brown (cacciatorpediniere)
I cacciatorpediniere MEKO 360H2 della classe Almirante Brown sono le navi più potenti della Marina Argentina. Sviluppato e prodotto dalla tedesca Blohm + Voss verso la fine degli anni settanta, il progetto MEKO 360 è un tipo di nave da guerra appartenente alla famiglia MEKO; classificate come cacciatorpediniere nella marina argentina, hanno capacità simili a quelle di una fregata. Queste navi sono un tipico prodotto da esportazione, essendo il progetto e la costruzione tedeschi, i cannoni, i siluri e i missili terra-aria italiani, i missili antinave francesi, i motori inglesi e l'elettronica di bordo olandese.

## Origine
Nel 1978 la Marina Argentina, decise di modernizzare la sua flotta ordinando ai cantieri tedeschi quattro di queste unità. Inizialmente gli argentini volevano immettente in linea sei unità di questo tipo, di cui quattro da costruire nei propri cantieri. L'accordo finale ha visto la realizzazione di quattro unità di questo tipo, tutte costruite nei cantieri tedeschi, e di sei corvette Espora costruite su licenza tedesca in Argentina. Un contratto di simili proporzioni negli stessi anni era stato stipulato dall'Iraq, che aveva ordinato ai cantieri italiani quattro fregate tipo Lupo sei corvette Tipo Al Assad ed una nave da rifornimento della Classe Stromboli, ma il contratto non venne mai ottemperato nonostante la costruzione delle navi a causa dell'embargo bellico dovuto prima alla guerra Iran-Iraq e dopo alla Guerra del Golfo.
Al tempo dell'ordine argentino vi fu una competizione con le navi Maestrale, non ancora entrare in servizio, e basate sulle Lupo che erano state ordinate ai cantieri italiani da Perù e Venezuela.
Le navi italiane avrebbero retto il confronto in termini di prestazioni e permesso di dialogare con una struttura molto più semplificata, perché realizzabili in Italia quasi totalmente, senza dialogare con fornitori multinazionali.
Ma due fattori contrastarono questa possibilità. La prima di ordine politico, in quanto all'arrivò della commissione argentina in Italia per valutare l'eventuale acquisto delle Maestrale, vi furono da parte delle maestranze dei cantieri delle forti manifestazioni visto che l'Argentina era governata da una dittatura militare di estrema destra. La seconda era forse ancora più importante, perché le Maestrale erano mezzi tutto sommato convenzionali, mentre le MEKO erano un concetto interamente nuovo, quello della nave-contenitore con struttura modulare.
Il contratto per la realizzazione in Germania delle MEKO 360H2 e, su licenza in Argentina, delle corvette MEKO 140, venne siglato in Germania dal Vicealmirante Lambruschini.
Quel contratto, di grande importanza, vide il passaggio di consegne, e di un'era costruttiva, tra i cantieri italiani, che per alcuni anni furono i più attivi nell'export, con quelli tedeschi.

## Progetto
Come tutte le navi del loro tipo, le MEKO 360 sono costituite da un grande scafo con componenti interni modulari e sostituibili. L'architettura modulare facilita l'ammodernamento di tutti i sottosistemi (armamento, elettronica e altro) e aumenta la longevità del mezzo. La capacità di resistere e contenere i danni è anche una parte del concetto MEKO, avendo i moduli funzionali una certa indipendenza nell'aerazione, alimentazione elettrica e altro ancora.
Lo scafo è dato da un ponte unico continuo, con un ridotto cavallino di prua e una doppia angolazione delle fiancate. Le sovrastrutture sono costituite da un blocco unico, dalla struttura solida e compatta. Nelle sovrastrutture, che sono circa il 60% della lunghezza totale, vi sono due ponti, mentre un terzo ponte è quello della plancia di comando. Gli alberi sono due, uno sopra la parte posteriore della plancia, a struttura tronco-piramidale, l'altro dietro il fumaiolo. La poppa è a specchio, aperta con una struttura sotto il ponte di volo. Il disegno complessivo è molto pulito, razionale, con una plancia simile a quella di navi mercantili e spazi abbondanti per l'equipaggio.

## Propulsione
L'apparato motore è in configurazione COGOG, mai più ripresa dalle navi MEKO, ovvero una combinazione di turbine a gas Rolls Royce, con due Tyne per la velocità di crociera, e due 2 Olympus da 51000hp per gli spunti di alta velocità. Le turbine sono più efficienti dei Diesel alle alte potenze e velocità, ma sotto i 20 nodi sono i diesel che hanno un migliore rendimento, per cui in genere i motori di crociera sono diesel. L'autonomia non è in effetti molto valida per i lunghi trasferimenti, anche se le turbine a gas sono compatte e leggere. I due fumaioli sono inclinati verso l'esterno, accoppiati, come tradizione per le navi MEKO 200 e MEKO 360.

## Armamento
Il loro progetto ha dato il massimo livello di importanza alle capacità antiaeree, specie per l'autodifesa della nave. La presenza di 4 grandi e potenti torrette CIWS, sistemate praticamente ai 4 punti cardinali, consente, a differenza di quanto accade su navi italiane come le unità della Classe Audace o le fregate Classe Maestrale, di difendere efficacemente la nave su tutti i 360 gradi, con a prua il cannone, e a poppa il lanciamissili, capaci di ingaggiare aerei e missili anche a parecchi chilometri di distanza.
Essendo molto larghe (14m contro 12,5) sono capaci di avere un hangar con due elicotteri e al lato due sistemi CIWS Dardo, cosa non possibile per le Lupo dotate di un solo elicottero e le Maestrale, dotate di due elicotteri, ma senza alcuno CIWS poppiero. Esistono inoltre molte misure per ridurre la segnatura acustica e radar, grazie alla inclinazione delle strutture.
L'armamento è costituito da:
- 1 cannone da 127/54 Compatto dell'OTO Melara che ha una cadenza di 40 colpi al minuto e 23 km di gittata, capace di un elevato volume di fuoco, pensato soprattutto per la difesa aerea, anche se molto pesante per le navi che lo impiegano.
- 4 sistemi CIWS Dardo che trovano posto due nella tuga di prua e due a poppa, ai lati dell'hangar, che nonostante questo, è capace di ospitare 2 elicotteri.
- 2 lanciatori quadrupli sono a mezza nave; si tratta di sistemi sufficienti per 8 missili Exocet MM 40, da 65 km di gittata. Essi sono protetti da una struttura protettiva, che li fa sembrare solo due lanciamissili.
- 1 lanciamissili Albatros/Aspide è sistemato a poppa, dietro l'albero poppiero e davanti l'hangar. Esso è una sorta di clone del Sea Sparrow, che ha però tecnologie migliorate, essendo apparso molti anni dopo i sistemi americani, il Sea Sparrow e il relativo lanciatore di missili Mk 29. Il lanciamissili è dotato di un sistema di ricarica, capace di caricare quattro missili per volta sul lanciamissili. Questo sistema è presente sulle navi Maestrale e successive ma non sulle Lupo.
- 2 lanciasiluri tripli del tipo ILAS-3, praticamente copie del tipo MK 32 americano, e usano 18 siluri in tutto, del tipo A244, che costituiscono un miglioramento del tipo Mk 44 apparso negli anni cinquanta.

Le navi sono dotate di un ampio hangar, che grazie alla larghezza dello scafo consente di ospitare due elicottero. Un sistema ad arpione RATS consente di recuperare l'elicottero anche con mare forza 6, dopo che questo si è allineato sopra il ponte in hovering.

## Elettronica di bordo
L'elettronica è relativamente limitata con un solo radar multiruolo, che ha trovato posto sull'albero poppiero, quello più basso. L'albero anteriore ha invece un radar MW-25 per il controllo del tiro del cannone. Un altro radar per il controllo del tiro è asservito ai missili Aspide di poppa, e altri due radar ciascuno sono per una coppia di CIWS, quella di prua e quella di poppa. Il sonar non ha un elemento a profondità variabile, cosa che limita la capacità di scoprire sottomarini, specie in caso di maltempo o di alta velocità della nave.
I lanciatori di falsi bersagli sono i Breda SCLAR, che per diversi anni sono rimasti una delle più diffuse realizzazioni della categoria. Questi sistemi, disponibili in vari formati, come quello da 20 canne da 105 mm, hanno l'aspetto di un vero e proprio lanciarazzi multiplo campale che può sparare razzi con chaff, flare, ma per le sue caratteristiche, anche razzi esplosivi per bombardamento costiero, con oltre 10 km di gittata. In effetti, si tratta di un sistema che fa categoria a sé, ma l'impatto in termini di peso è rilevante, e l'utilità opinabile. Pur avendo una lunga gittata, nei cacciatorpediniere italiani De la Penne, sono stati sostituiti con i francesi Dagaie, segno che il concetto SCLAR è stato superato anche nella Marina Militare italiana.

## Servizio
L'entrata in servizio di queste navi, avvenuto tra il 1983 e il 1984 è stato ritardato a causa di un embargo, sorprendentemente breve, per i motori, inglesi. Le MEKO 360 sarebbero state un avversario molto serio per la flotta inglese, priva di navi dello stesso livello nel 1982. Hanno continuato ad essere, appoggiate dalle Espora, un potenziale nemico per gli inglesi anche dopo.
La base operative di queste unità è Puerto Belgrano presso la città di Punta Ala nel partido di Coronel de Marina Leonardo Rosales.
Nel 1990-91, l'Almirante Brown e la corvetta Spiro sono state parte della coalizione internazionale nella guerra del Golfo, partendo per raggiungere il golfo Persico il 25 settembre 1990 e ritornando il 16 aprile 1991.
Numerose sono le esercitazioni internazionali alle quali queste unità partecipano, tra cui la UNITAS.
I limiti di queste unità sono l'autonomia, che è inferiore a quanto desiderabile, e la dotazione elettronica, non del tutto soddisfacente. In termini di sensori principali, le MEKO 200, pur più piccole sono dotate anche di un radar di scoperta a bassa quota di bersagli aerei e di superficie, mentre le pur più grandi MEKO 360 hanno un solo radar principale. Il sonar non è poi dotato di elementi a profondità variabile.

## Galleria d'immagini

le fregate della classe Almirante Brown
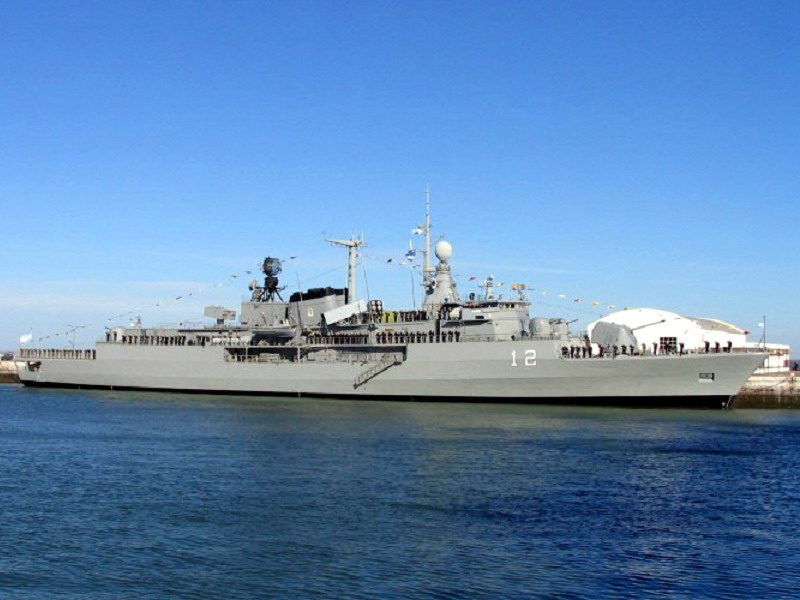
La fregata Heroina
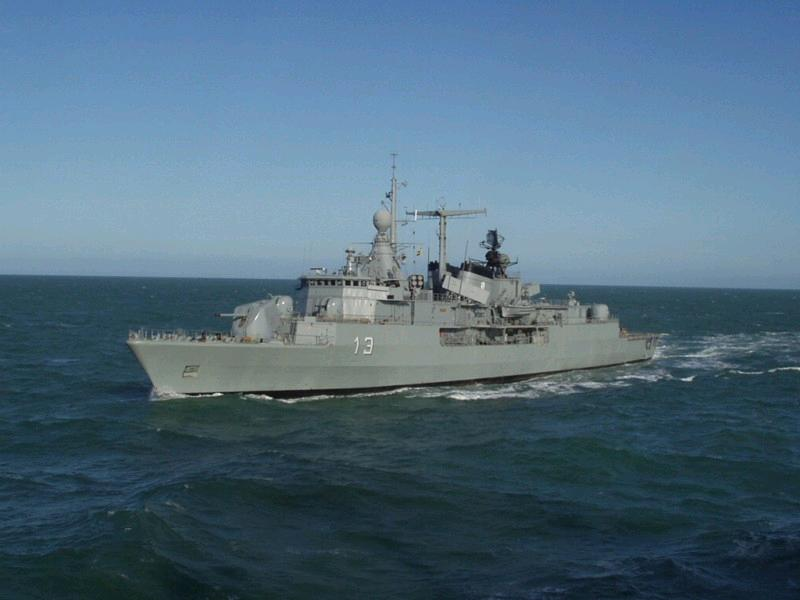
La fregata Sarandi
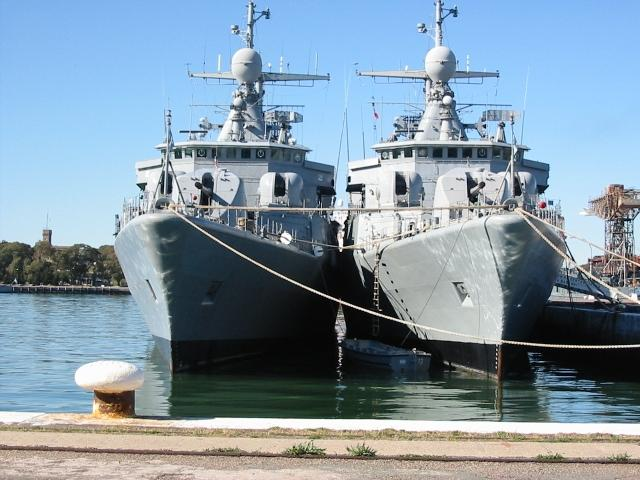
Le fregata Heroina e Sarandi
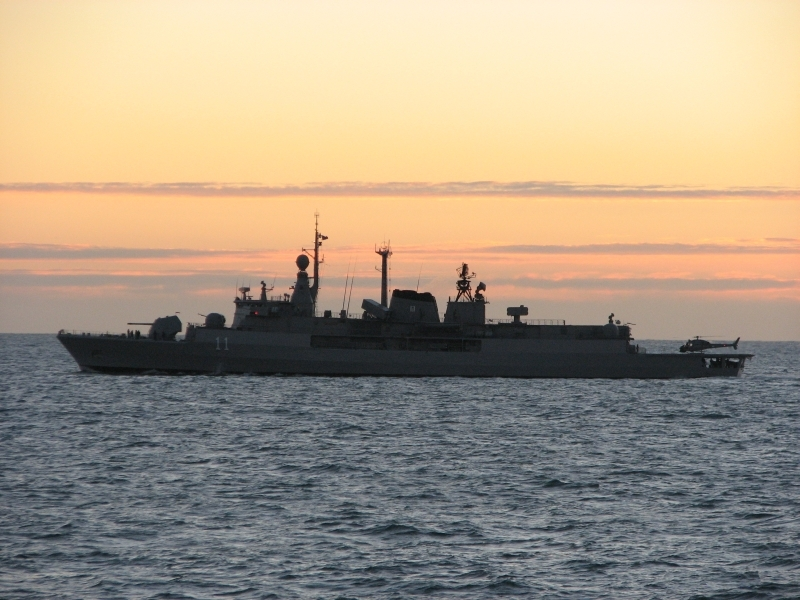
La fregata La Argentina